# Carnevale caraibico
Carnevale caraibico è il termine usato per definire gli eventi che si svolgono in molti stati delle isole dei Caraibi estesi pure ai paesi colonizzatori (Francia, Gran Bretagna) e nazioni ad essi tradizionalmente e culturalmente collegati.
Il carnevale caraibico deriva dal Carnevale di Trinidad e Tobago basato su folklore, cultura, religione e tradizioni che trovano origine e fondamento nelle colonizzazioni spagnola, francese e britannico nonché dalla trasmissione di usi e costumi di popolazioni non autoctone importate con le "tratte degli schiavi". Il Carnevale Caraibico moderno consiste nel manifestare numerose discipline che spaziano dal "Playing Mas"/Masquerade alla musica Calypso, dalla nomina del Re o Monarca del Calypso alla competizione Panorama (Steel Band), dal J'Ouvert ai combattimenti di Stickfighting.

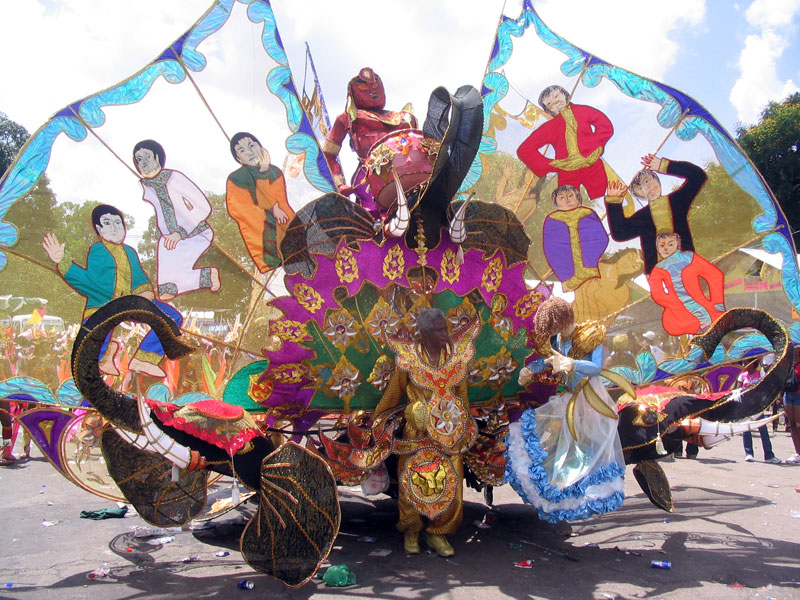
Carnevale di Trinidad e Tobago

## Eventi di carnevale caraibico nel mondo

### Canada

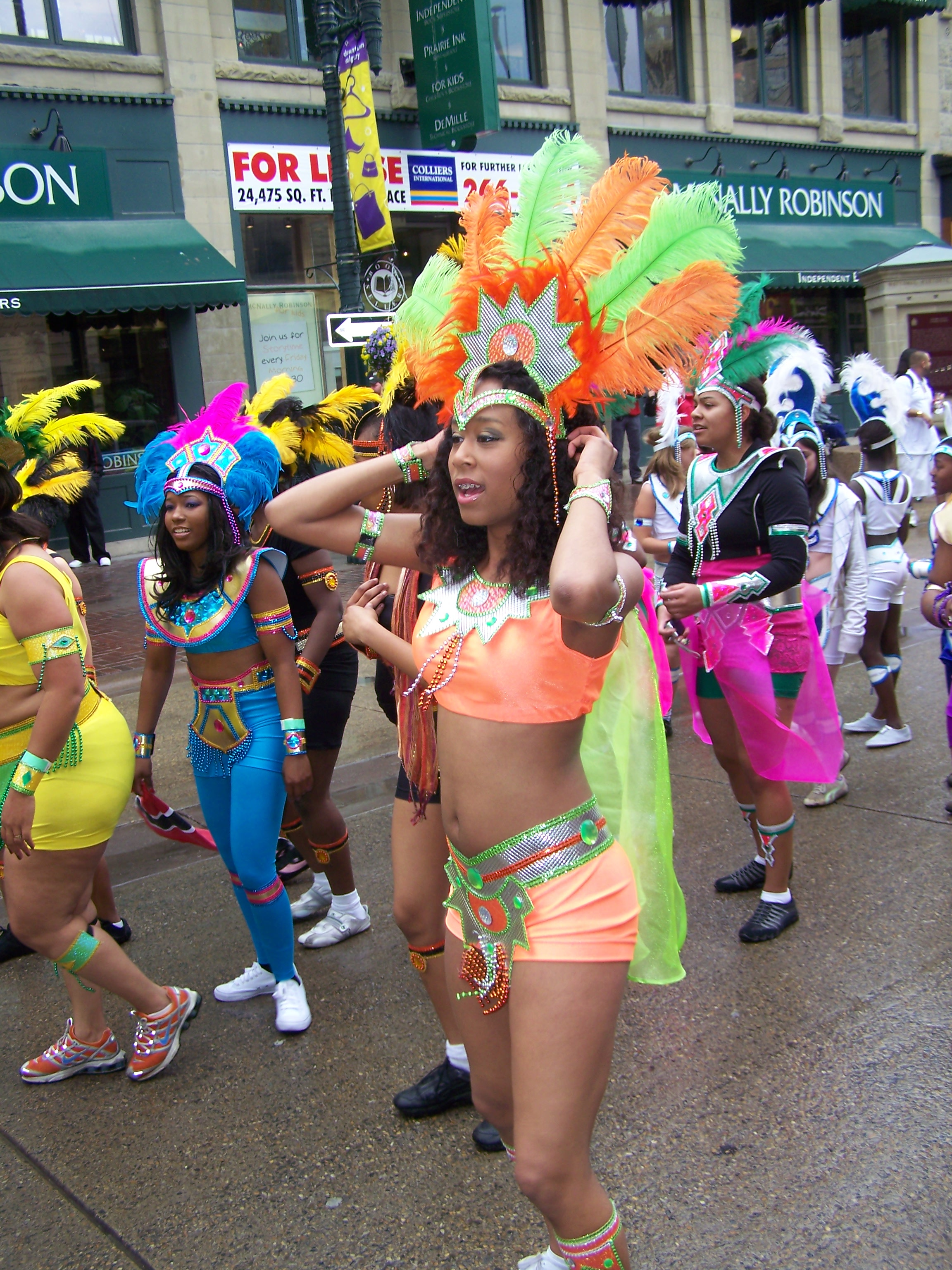
Carifest Parade a Calgary

- Barrie, ON, "Caribfest" Welcome to Caribfest 2012, secondo Festival Caraibico. Tenuto lungo le rive del Lago Simcoe fino al Centennial Park. Si distingue da simili manifestazioni in Canada per il rigenerante bagno finale nelle acque lacustri al termine della Parata.
- Calgary, AB, "Carifest", giugno.
- Edmonton, AL, "Carifest".
- Edmonton, AL, "Cariwest", seconda settimana d'Agosto.
- Hamilton, ON, "Carnival", 1 settimana dopo il Caribana di Toronto, agosto.
- Montréal, QC, "Carifiesta", 2 – 3 settimane prima del "Caribana" Luglio.
- Ottawa, ON, "Caribe-Expo", agosto.
- Toronto, ON, "Scotiabank Caribbean Carnival Toronto" o "Caribana", richiama un milione di visitatori in Città. È conosciuto come il miglior Carnevale Caraibico al di fuori di Trinidad e Tobago, luglio.
- Vancouver, BC: Columbia Britannica, luglio.

### Francia

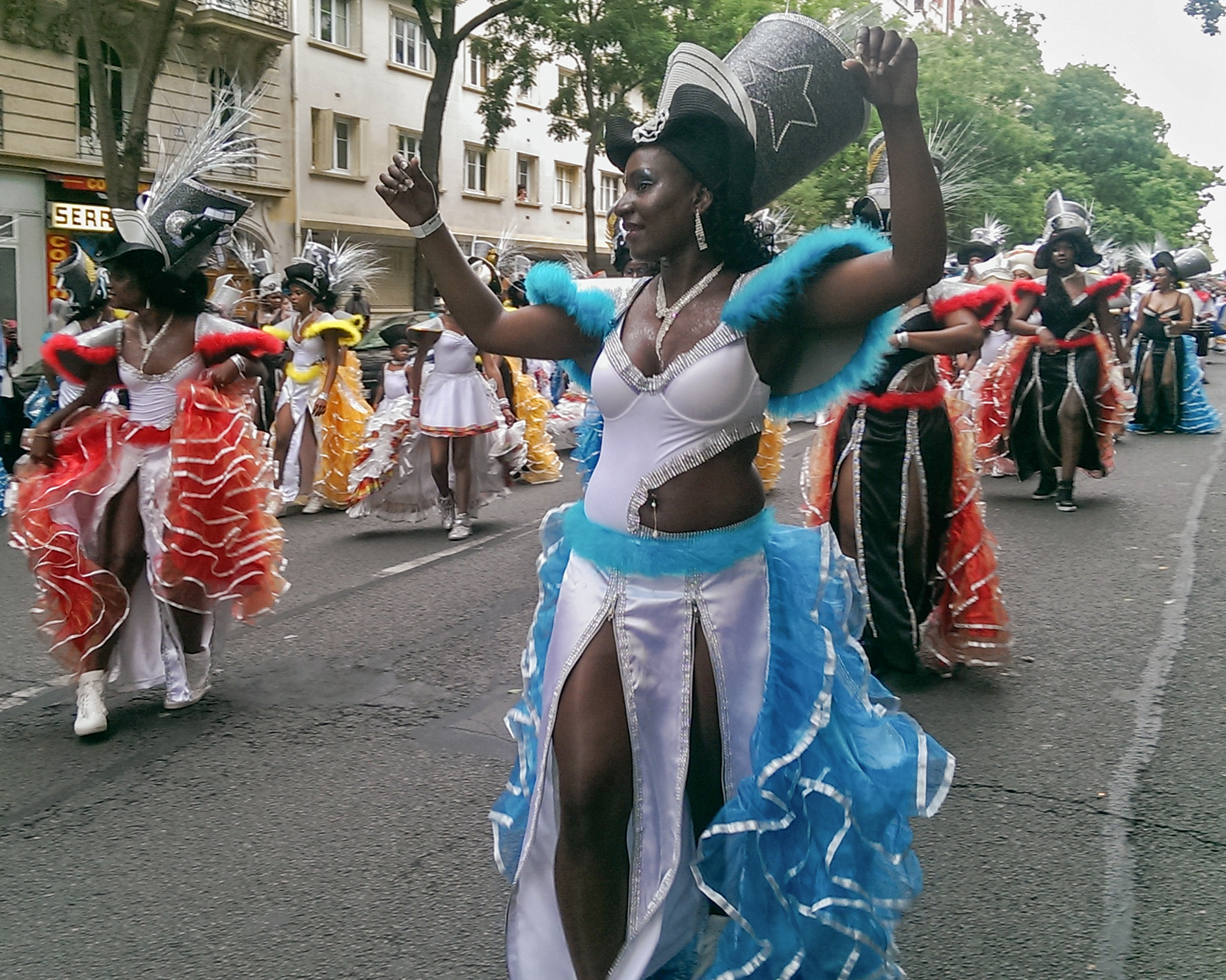
Carnaval Tropical 2014 in Parigi

- Colombes, "Antillais Carnaval", tardo giugno.
- Parigi, "Carnaval Tropical", inizi di luglio.

### Germania
- Berlino, "Karneval der Kulturen" o "Carnival of Cultures", Karneval der Kulturen - Offizielle Website, maggio Whitsuntide weekend: fine settimana di Pentecoste.

### Olanda
- Rotterdam, "Zomercarnaval" o "Summer Carnival": luglio. Zomercarnaval.

### Gran Bretagna

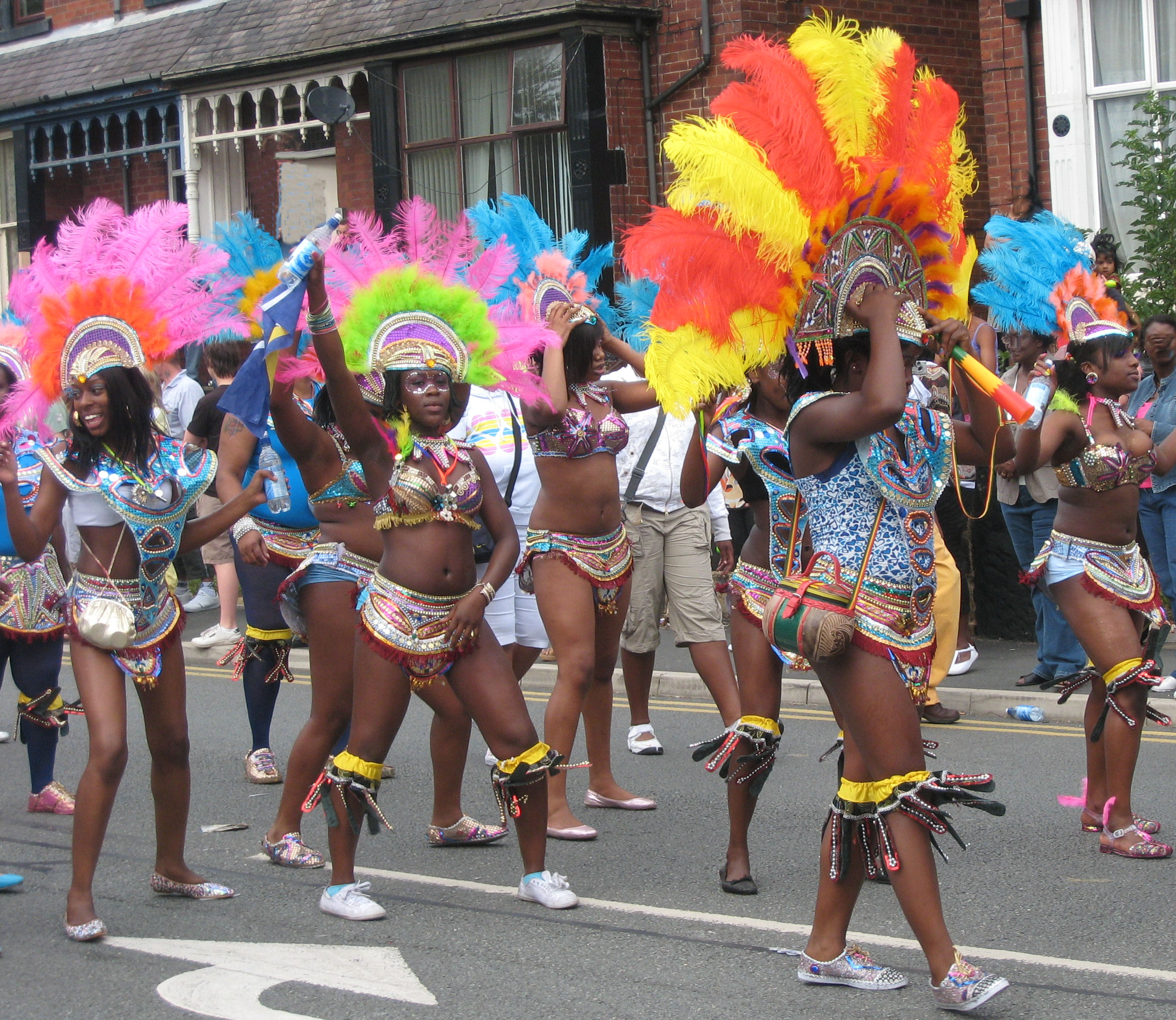
Carnevale Chapeltown, Leeds

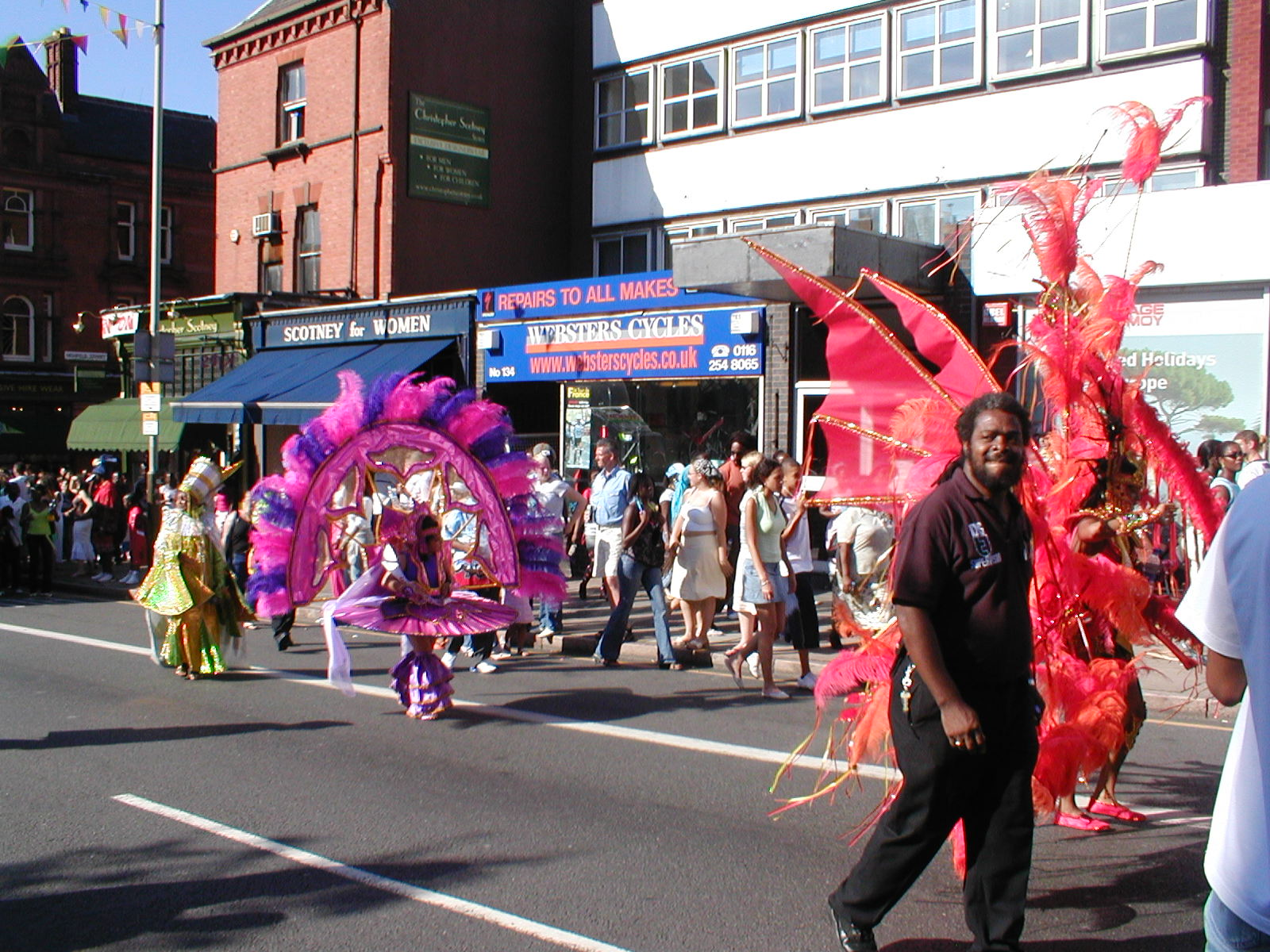
Carnevale Caraibico Leicester

- Birmingham, "Birmingham International Carnival".
- Isola di Wight.
- Leicester, "Leicester Caribbean Carnival".
- Londra, "Notting Hill Carnival", quartiere di Notting Hill, Londra.
- Leeds, "Leeds West Indian Carnival" o "Chapeltown Carnival", il più antico West Indian Carnival in Europa.
- Nottingham, "Nottingham Caribbean Carnival", al Forest Recreation Ground di Nottingham.
- Bristol, "St. Pauls Carnival" St. Pauls Carnival | Saturday 6th July 2013, Bristol.
- Preston, "Preston Caribbean Carnival" Preston Carnival.

### Stati Uniti d'America
- Austin, TX, febbraio.
- Atlantic City, NJ, "Atlantic City Carnival"
- Atlanta, GA, "Atlanta Carnival" ACCBA - Atlanta Carnival. Maggio, coincidente col weekend del Memorial Day.
- Atlantic City, NJ, luglio.
- Baltimora, MD, "Baltimora Caribbean-American Festival" . Luglio, Druid Hill Park.
- Boston, MA, "Boston Carnival" Ultimo sabato d'Agosto, Dorchester.
- Cambridge, MA, "Cambridge Carnival International", 12 settembre, Kendall Square.
- Charleston, SC, "Carifest", weekend di giugno precedente al "DC Caribbean Festival", giugno.
- Chicago, IL, Chicago "CARIFETE", "Windy City Carnival", Terzo sabato d'agosto, Midway Plaisance - Campus dell'Università di Chicago.
- Detroit, MI, agosto.
- Hartford, CT, agosto.
- Hampton, VI, "Virginia Caribbean Carnival", luglio.
- Houston, TX, "Houston Texas Caribfest" il weekend prossimo al 14 luglio.
- Jacksonville, FL, "Jacksonville Carnival", settembre.
- Jersey City, NJ, luglio.
- Long Island, NY, "Labor Day Carnival", Hempstead Village, New York.
- Los Angeles, CA, "Carnival Road Show", ottobre - Hollywood, LA "Carnival", giugno.
- Miami, FL, "Broward/Miami Caribbean Carnival" MIAMI BROWARD ONE CARNIVAL 2012, secondo weekend d'Ottobre, Columbus Day.
- Minneapolis, MN, "CARIFEST" o Twin Cities Carifest, . 4º weekend di luglio lungo il West River Road Mississippi.

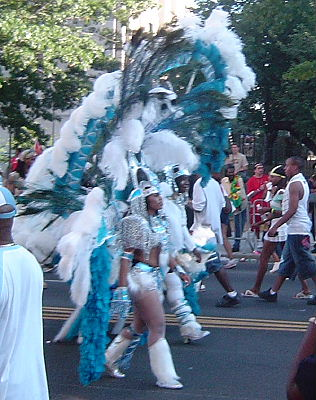
Labor Day Carnival

- New Orleans, LA, "Bayou Bacchanal" Bayou Bacchanal | The Caribbean Festival of New Orleans, 1º sabato di novembre Armstrong Park.
- New York, NY, Labor Day Carnival Brooklyn, Eastern Parkway, settembre.
- Norfolk, VA, "Virginia CaribFest" Virginia CaribFest, 2º weekend luglio.
- Orlando, FL, "Orlando Carnival" Ultimo weekend di maggio "Memorial Day" presso il Citrus Bowl.
- Poconos, PA, marzo.
- Philadelphia, PA, "Philadelphia Carnival", giugno.
- San Francisco, CA, maggio.
- Seattle, WA, Pioneer Square, Martedì Grasso.
- Tacoma, WA, PLU campus, Martedì Grasso.
- Tampa, FL, "Tampa Carnival" Inizio giugno St. Petersburg (Tampa Bay Area) Vinoy Park, aprile.
- Virginia Beach, "CaribFest Carnival", agosto.
- Washington, "DC Caribbean Festival", DC Carnival 2012 fra il 16 – 24 giugno.
- West Palm Beach, FL, "West Palm Beach Carnival", giugno.
- Worcester, "Carnival", agosto.

### America Centrale
- Honduras, "Le Ceiba", maggio.
- Panama, Panama, Martedì Grasso.

### America Centrale - Caraibi
- Anguilla, "Summer Festival", agosto.
- Antigua, luglio.
- Aruba, Martedì Grasso.
- Bahamas, "Junkanoo".
- Barbados, "Crop Over", agosto.
- Bermuda, "Junkanoo", maggio.
- Curaçao, "Curaçao Carnival" o "Fudeka", gennaio - Febbraio.
- Dominica, Martedì Grasso.
- Grenada, "Spice Mas", agosto
- Haiti, "Carnival" o "Kanaval", Martedì Grasso.
- Isole Cayman, "Batabanó", maggio - "Pirates Week", novembre.
- Giamaica, "Bacchanal", aprile.
- Montserrat, dicembre - Gennaio.
- Nevis, "Culturama", agosto.
- Point Fortin "Borough Day", aprile.
- Saint Croix, dicembre - gennaio.
- St. John, luglio.
- Saint Kitts e Nevis, dicembre - gennaio.
- Sint Maarten, aprile - maggio.
- St. Thomas, maggio.
- Saint Vincent e Grenadine, giugno.
- Saint Lucia, luglio.
- Tobago, "Martedì Grasso".
- Tortola, "Carnival", agosto.
- Trinidad, "Martedì Grasso".

### America del Sud
- Brasile, Rio de Janeiro, "Martedì grasso".
- Guyana, "Mashramani", febbraio.